# 佩察莫省
佩察莫省（芬蘭語：Petsamon lääni）是在1921年间芬兰的一个旧省。
根据1920年签订的《塔尔图和约》，苏俄在1921年2月14日将其佩琴加区（芬兰称之为“佩察莫”）转让给芬兰。佩察莫直至1921年底是一个单独的省份。1922年初被并入奥卢省。当1938年从奥卢省析置出拉皮省（或称拉普兰省）时，该地区被划入拉皮省。1940年苏芬冬季战争后，芬兰割让雷巴奇半岛一部。1944年芬兰在继续战争中战败后，原佩察莫省被全数割予蘇聯，自此，芬兰丧失北冰洋出海口。
这块10480平方公里的地区在1941年有注册居民4750人。